# Sarod

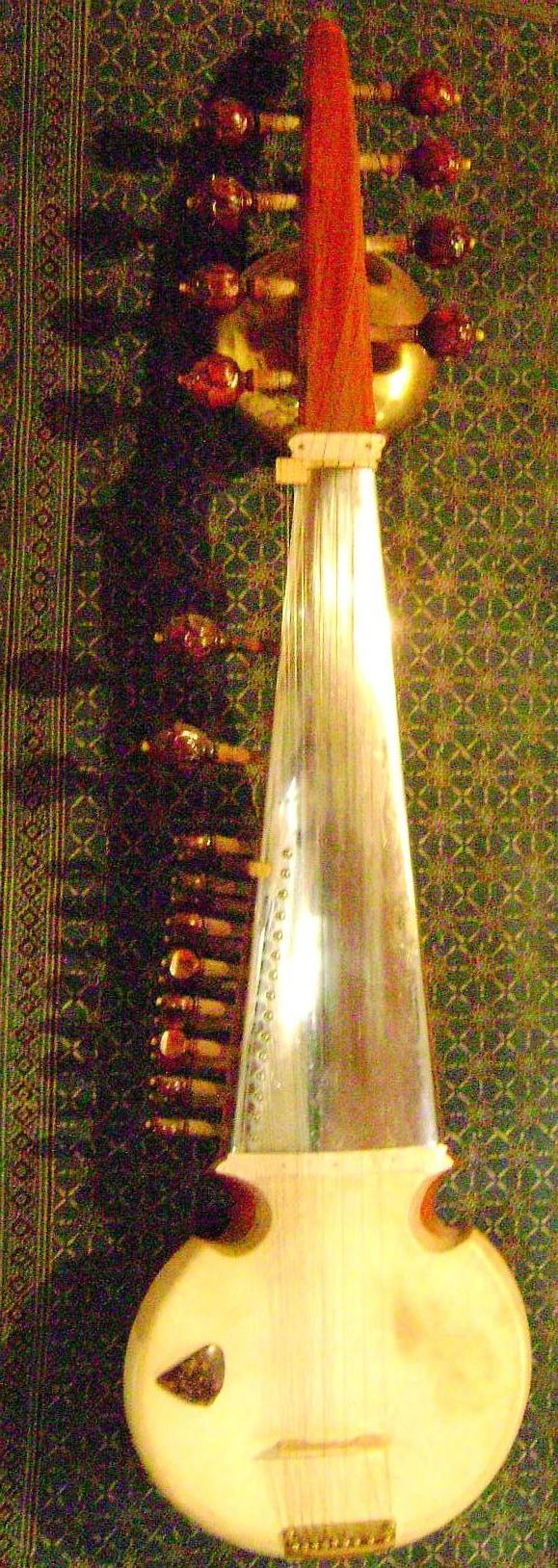
Sarod

Sarod – strunowy instrument muzyczny, używany głównie w północnoindyjskiej muzyce klasycznej. Jest najpopularniejszym poza sitarem instrumentem w tzw. stylu hindustańskim.

## Historia
Sarod wywodzi się od rubabu, instrumentu pochodzącego z Azji Środkowej i Afganistanu.

## Budowa
Sarod ma 18 do 19 strun, z których 5 funkcjonuje jako struny główne.

## Znani wykonawcy, grający na sarodzie
- Ustad Allaudin Khan (1880-1972)
- Ustad Hafiz Ali Khan (1888-1972)
- Ustad Ali Akbar Khan (1922-2009)
- Ustad Aashish Khan (ur. 1939)
- Ustad Amjad Ali Khan (ur. 1945)

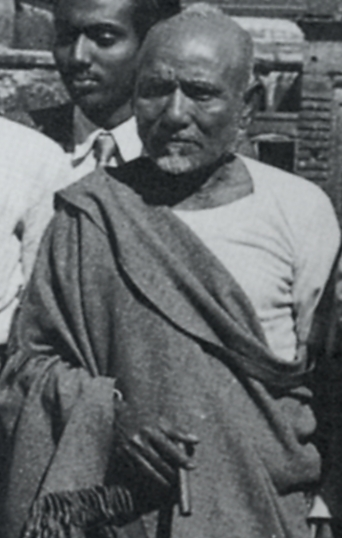
Ustad Alauddin Khan

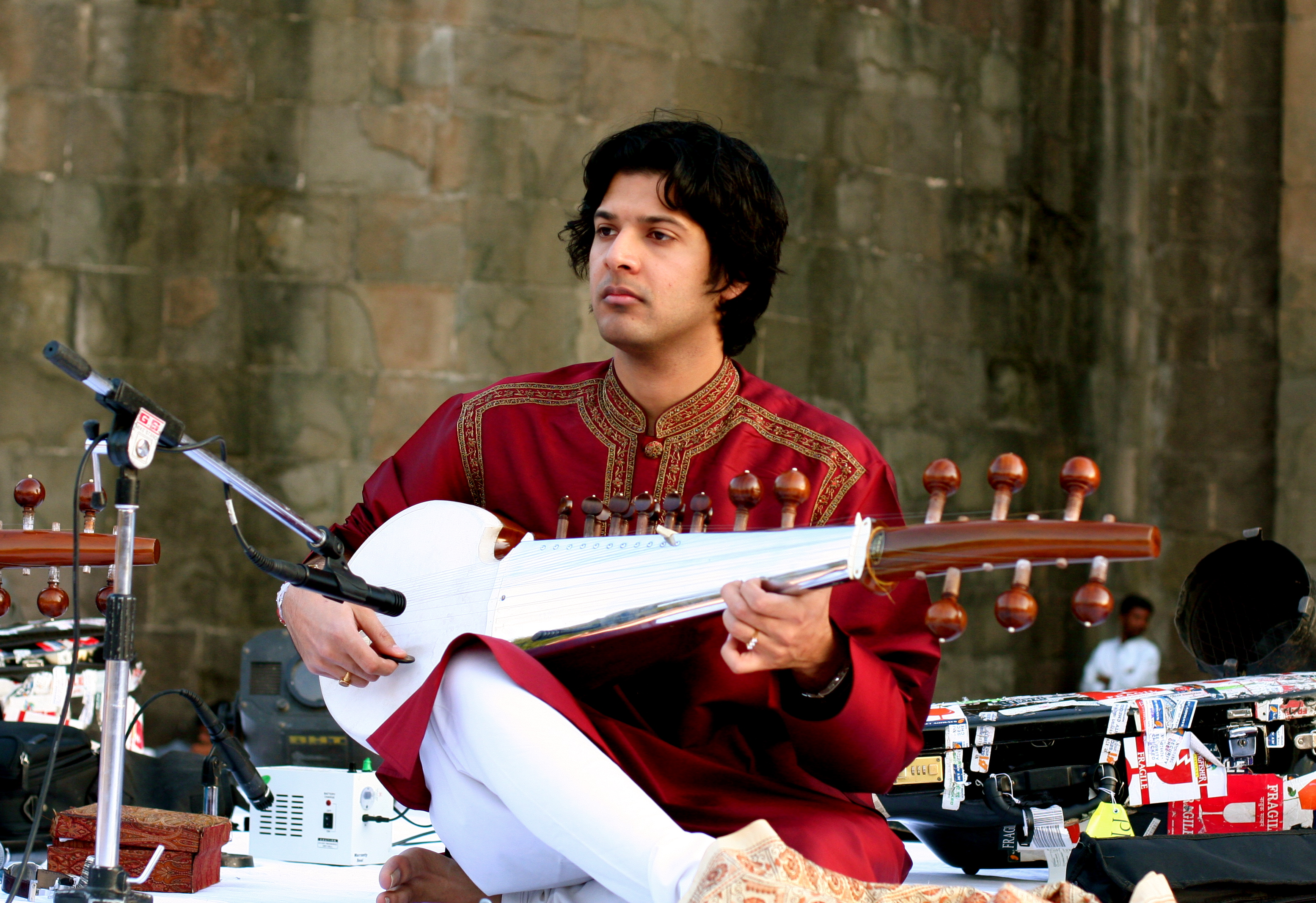
Ayaan Ali Khan

- Pandit Radhika Mohan Maitra (1917-1981)
- Pandit Buddhadev Dasgupta (ur. 1933)
- Vasant Rai (1942-1985)